# Seedorf (bei Zeven)
Seedorf ist eine Gemeinde in der Samtgemeinde Selsingen im Landkreis Rotenburg (Wümme) in Niedersachsen in rund 90 Kilometer Entfernung zur Nordsee.

## Gemeindegliederung
Die Gemeinde besteht aus den beiden Ortsteilen Seedorf und Godenstedt.

## Eingemeindungen
Am 1. März 1974 wurde die Nachbargemeinde Godenstedt eingegliedert.

## Politik

### Gemeinderat
Der Rat der Gemeinde Seedorf besteht aus elf Ratsfrauen und Ratsherren. Dies ist die festgelegte Anzahl für die Mitgliedsgemeinde einer Samtgemeinde mit einer Einwohnerzahl zwischen 1001 und 2000 Einwohnern. Die Ratsmitglieder werden durch eine Kommunalwahl für jeweils fünf Jahre gewählt. Die laufende Amtszeit begann am 1. November 2021 und endet am 31. Oktober 2026.
Die letzte Kommunalwahl am 12. September 2021 ergab das folgende Ergebnis:
| Partei / Wählergruppe         | Anzahl Sitze |
| ----------------------------- | ------------ |
| Wählergemeinschaft Seedorf    | 7            |
| Wählergemeinschaft Godenstedt | 4            |

### Bürgermeister
Der Gemeinderat wählte das Gemeinderatsmitglied Harald Hauschild (WG Seedorf) zum ehrenamtlichen Bürgermeister für die aktuelle Wahlperiode.

### Wappen
Beschreibung: Im roten Feld ein nach rechts gehendes Mammut in Silber, dessen Stoßzähne und Fußnägel in Gold abgesetzt sind. Im schwarzen Schildfuß liegt ein querrechtshin gerichteter Spaten in Silber.
Das Wappen wurde aus Godenstedt übernommen, weil beim Abbau von Mergel in Godenstedt Überreste eines Mammuts gefunden wurden.

## Kultur und Sehenswürdigkeiten

### Ehrenbürger
- Peter Struck (1943–2012), SPD-Fraktionsvorsitzender und ehemaliger Bundesverteidigungsminister, war ab 2005 Ehrenbürger der Gemeinde.

## Verkehr
Seedorf liegt an der Bundesstraße 71 zwischen Zeven und Bremervörde. Im Gemeindegebiet befindet sich der Flugplatz Seedorf.

## Militär
Auf dem Gebiet der Gemeinde Seedorf befindet sich die Fallschirmjägerkaserne, die heute von der Bundeswehr genutzt wird. Von 1963 bis 2006 war dort das Hauptquartier des niederländischen Eerste Legerkorps stationiert, das auf dem Verkehrslandeplatz Flugplatz Seedorf ihren Fallschirmspringerclub unterhielt.
In der Kaserne sind heute das Fallschirmjägerregiment 31 sowie die Luftlandeaufklärungskompanie 310 und die Luftlandepionierkompanie 270, welche ebenfalls der Luftlandebrigade 1 unterstellt sind, sowie das Sanitätsversorgungszentrum als Teil des Zentralen Sanitätsdienstes der Bundeswehr stationiert. Bis zu deren Auflösung 2015 waren dort auch große Teile der Luftlandebrigade 31, aus welcher das Regiment entstand, stationiert. Der Standort hat aktuell 2.710 Dienstposten, was die Zahl der Einwohner Seedorfs deutlich übertrifft.